# کوپیدو در مطب دندان‌پزشکی
کوپیدو در مطب دندان‌پزشکی (انگلیسی: Cupid in a Dental Parlor) که با نام  عشق در مطب دندان‌پزشکی (انگلیسی: Love in the Dental Parlor) هم شناخته می‌شود، یک فیلم کمدی صامت کوتاه به کارگردانی هنری لرمن است که در سال ۱۹۱۳ منتشر شد.

## بازیگران
- فرد میس
- چستر کانکلین
- جوزف سوئیکارد
- جوئل کارمن با نام اِوِلین کوئیک[۲]
- هارولد لوید